# Douze sonates en trio (Albinoni)
Pour les articles homonymes, voir Sonate en trio.
Les Douze Sonates en trio sont un ensemble de douze sonates pour deux violons et basse continue écrites par le compositeur italien Tomaso Albinoni en 1694 à Venise.

## Contexte
Les Douze Sonates en trio forment un recueil qui a été publié à Venise en 1694 et dédiées au cardinal Pietro Ottoboni.

## Structure
1. Sonata en ré mineur
2. Sonata en fa majeur
3. Sonata en la majeur
4. Sonata en sol mineur
5. Sonata en do majeur
6. Sonata en la mineur
7. Sonata en sol majeur
8. Sonata en si mineur
9. Sonata en ré majeur
10. Sonata en fa mineur
11. Sonata en mi mineur
12. Sonata en si bémol majeur

## Analyse
Chacune des sonates est en quatre mouvements de type lent, vif, lent, vif, dans la forme de la sonata da chiesa. Elles débutent toutes par un Grave. Les Allegros y sont brillants, souples et fluides dans un parfait style italien. Certains des mouvements lents centraux, d'une écriture toujours dépouillée, nécessitent un remplissage contrapuntique ou harmonique, tandis que d'autres présentent des chromatismes. Quelques annotations de nuances apparaissent déjà dans le manuscrit. Les derniers mouvements, tous rapides, se jouent d'allure allegro, vivace voire presto, en 
, 
 ou 
 et certains mouvements présentent une écriture en canon.